# Communes de la province de Rovigo
Liste des 50 communes de la province de Rovigo, dans la région Vénétie, en Italie.
- Haut – A
- B
- C
- D
- E
- F
- G
- H
- I
- J
- K
- L
- M
- N
- O
- P
- Q
- R
- S
- T
- U
- V
- W
- X
- Y
- Z

## A
- Adria
- Ariano nel Polesine
- Arquà Polesine

## B
- Badia Polesine
- Bagnolo di Po
- Bergantino
- Bosaro

## C
- Calto
- Canaro
- Canda
- Castelguglielmo
- Castelmassa
- Castelnovo Bariano
- Ceneselli
- Ceregnano
- Corbola
- Costa di Rovigo
- Crespino

## F
- Ficarolo
- Fiesso Umbertiano
- Frassinelle Polesine
- Fratta Polesine

## G
- Gaiba
- Gavello
- Giacciano con Baruchella
- Guarda Veneta

## L
- Lendinara
- Loreo
- Lusia

## M
- Melara

## O
- Occhiobello

## P
- Papozze
- Pettorazza Grimani
- Pincara
- Polesella
- Pontecchio Polesine
- Porto Tolle
- Porto Viro

## R
- Rosolina
- Rovigo

## S
- Salara
- San Bellino
- San Martino di Venezze
- Stienta

## T
- Taglio di Po
- Trecenta

## V
- Villadose
- Villamarzana
- Villanova Marchesana
- Villanova del Ghebbo